# Ченое (озеро)
Ченое (устар. Ученое; Чёрное) — озеро в Щукинской волости Пустошкинского района Псковской области, на границе с Забельской волостью.
Площадь — 1,3 км² (134 га). Максимальная глубина — 25,0 м, средняя глубина — 8,0 м, площадь водосбора 874,0 км². По данным ГВР площадь водосбора 234,0 км².
Проточное. Через озеро с северо-запада на юг протекает река Великая. Севернее (выше, против течения) находится озеро Хвойно.
Тип озера лещово-уклейный с ряпушкой. Массовые виды рыб: щука, окунь, плотва, лещ, ряпушка, пелядь (?), елец, голавль, язь, гольян, линь, налим, ерш, красноперка, щиповка, верховка, вьюн, пескарь, уклея, густера, быстрянка, карась, голец, бычок-подкаменщик, девятииглая колюшка, карп (возможно), ручьевая форель; широкопалый рак (единично).
Для озера характерны: песчано-илистое дно, камни.